# Zerfaliu
Zerfaliu (Tzorfolìu in sardo) è un comune italiano di 972 abitanti della provincia di Oristano in Sardegna, nella regione del Campidano di Oristano. Il paese è un importante centro di produzione di agrumi e vini di qualità (vernaccia).

## Storia
L'area fu abitata già in epoca nuragica per la presenza nel territorio di alcuni nuraghi.
Durante il medioevo faceva parte della curatoria del Campidano di Oristano nel Giudicato di Arborea.
Alla caduta del giudicato (1420) entrò a far parte del Marchesato di Oristano. Alla definitiva sconfitta di Leonardo Alagon, nel 1478, passò sotto il dominio aragonese e divenne un feudo.
Intorno al 1767, in epoca sabauda, venne incorporato nel marchesato d'Arcais, feudo dei Flores Nurra, ai quali fu riscattato nel 1839 con la soppressione del sistema feudale, per cui divenne un comune amministrato da un sindaco e da un consiglio comunale.

### Simboli
Lo stemma e il gonfalone del comune di Zerfaliu sono stati concessi con decreto del presidente della Repubblica del 23 novembre 1998.
Il gonfalone è un drappo partito di verde e di giallo.

## Monumenti e luoghi d'interesse
Nel territorio del paese sono presenti alcuni luoghi di interesse tra i quali:
- la chiesa della Santissima Trasfigurazione
- la chiesa di San Giovanni Battista
- la diga in località Pintus, sul fiume Tirso.
- il nuraghe Janas, nuragh'e Mesu, nuraghe Cagotti
- la tomba di giganti in località Serraebrutzu.

## Società

### Evoluzione demografica
Abitanti censiti

### Lingue e dialetti
La variante del sardo parlata a Zerfaliu è il campidanese oristanese.

## Cultura
La festa principale di Zerfaliu è Gesù Trasfigurato (il patrono), organizzata dal Comitato dei cinquantenni, seguito dalla festa di San Pio, organizzata dal Comitato dei quarantenni.
La festa di Gesù Trasfigurato si tiene il 6 agosto ma si festeggia anche la sera del 5 agosto. Sempre la sera del 5 agosto il parroco del paese celebra la messa in onore dei defunti del comitato. La vigilia del 6 agosto viene chiamata "S'Arrassignu". La processione dopo la messa è accompagnata da un canto in sardo chiamato "Coggius".
La seconda festa del paese è dedicata a san Pio e si festeggia il 22 e il 23 settembre. È la seconda festa più importante del paese e la Santa Messa viene celebrata dal parroco del paese nella piazza dedicata al santo. La terza festa è la "Sagra degli agrumi": si tiene ogni anno tra febbraio e marzo per valorizzare il prodotto tipico del territorio.

## Amministrazione
| Periodo          | Periodo          | Primo cittadino     | Partito                                           | Carica                    | Note   |
| ---------------- | ---------------- | ------------------- | ------------------------------------------------- | ------------------------- | ------ |
| 6 giugno 1993    | 27 aprile 1997   | Fabio Chillemi      | lista civica                                      | Sindaco                   | [ 6 ]  |
| 27 aprile 1997   | 13 maggio 2001   | Fabio Chillemi      | lista civica                                      | Sindaco                   | [ 7 ]  |
| 13 maggio 2001   | 28 maggio 2006   | Robert Pietro Sanna | lista civica                                      | Sindaco                   | [ 8 ]  |
| 28 maggio 2006   | 15 maggio 2011   | Pinuccio Lino Chelo | lista civica                                      | Sindaco                   | [ 9 ]  |
| 15 maggio 2011   | 5 giugno 2016    | Pinuccio Lino Chelo | lista civica "Un Comune per la Famiglia"          | Sindaco                   | [ 10 ] |
| 5 giugno 2016    | 16 novembre 2021 | Pinuccio Lino Chelo | lista civica "Un'amministrazione per la Famiglia" | Sindaco                   | [ 11 ] |
| 16 novembre 2021 | 13 giugno 2022   | Paolo Puddu         | -                                                 | Commissario straordinario | [ 12 ] |
| 13 giugno 2022   | In carica        | Pinuccio Lino Chelo | lista civica "Solidarietà e giustizia sociale"    | Sindaco                   | [ 13 ] |